# John Pond
John Pond (Londra, 1767 – Londra, 1836) è stato un astronomo britannico.

## Biografia
Nato a Londra, studiò senza successo al Trinity College. Nel 1800 si trasferì a Bristol, dove cominciò lo studio della posizione delle stelle grazie ad uno strumento azimutale costruito da Edward Troughton.
Corresse la forma del quadrante dell'osservatorio di Greenwich (1806) e ne divenne direttore.
Fu poi astronomo reale succedendo a Nevil Maskelyne. Durante la sua permanenza rivoluzionò completamente l'astronomia inglese. Cominciò a utilizzare riflettori e si avvalse sia di osservazioni dirette che indirette. Pond vinse la Medaglia Copley nel 1823.
Morì a Blackhealth e fu sepolto vicino a Edmund Halley. Alla sua memoria è stato intitolato l'insediamento inuit del Nunavut Pond Inlet.